# Čačinci
Čačinci es un municipio de Croacia en el condado de Virovitica-Podravina.

## Geografía
Se encuentra a una altitud de 117 m s. n. m. a 180 km de la capital nacional, Zagreb.

## Demografía
En el censo 2011 el total de población del municipio fue de 2 802 habitantes, distribuidos en las siguientes localidades:
- Brezovljani Vojlovički -  50
- Bukvik -  199
- Čačinci - 2 110
- Humljani -  129
- Krajna -  15
- Krasković - 0
- Paušinci - 168
- Prekoračani - 0
- Pušina - 33
- Rajino Polje - 30
- Slatinski Drenovac - 50
- Vojlovica - 18

| Gráfica de población de Čačinci 1857-2011                           |
|                                                                     |
| Según los censos de población de la oficina estadística de Croacia. |